# Struthiocephalus whaitsi
Struthiocephalus whaitsi è un terapside estinto appartenente ai dinocefali. Visse nel Permiano medio (circa 250 milioni di anni fa); i suoi resti sono stati ritrovati in Sudafrica.

## Descrizione
Di grosse dimensioni (tre metri di lunghezza per una tonnellata di peso), questo animale possedeva un corpo massiccio a forma di botte, sorretto da quattro possenti zampe piuttosto corte; il cranio era grosso e dalle ossa frontali molto spesse, almeno per quanto riguarda gli esemplari maschi, mentre le femmine ne erano sprovviste. Il muso era piuttosto allungato e, in alcuni esemplari (presumibilmente le femmine), più sottile. La dentatura poco specializzata suggerisce che questi grandi animali fossero erbivori.

## Classificazione
Lo struziocefalo è un tipico rappresentante di un gruppo di terapsidi noti come dinocefali (“teste terribili”), di grandi dimensioni e di corporatura massiccia. Questo animale, in particolare, apparteneva alla famiglia dei tapinocefalidi, il cui rappresentante più noto era Moschops. Rispetto agli altri membri della famiglia, lo struziocefalo era dotato di un cranio più allungato. 
In Sudafrica sono stati rinvenuti numerosi fossili di questo terapside, e in origine furono classificati come molte specie diverse fra loro. In seguito, uno studio effettuato da Boonstra (1965) ha dimostrato che tutti questi fossili rappresentavano semplicemente differenti stadi di crescita di una sola specie (Struthiocephalus whaitsi). Altri fossili, originariamente descritti come Struthiocephaloides, sono ritenuti attualmente appartenere ad esemplari femminili della stessa specie.

## Stile di vita
Alcuni studiosi ritengono che lo struziocefalo si nutrisse di piante acquatiche, o comunque di vegetazione tenera, e che pascolasse sott'acqua. Queste considerazioni derivano dal fatto che lo scheletro sembrerebbe aver posseduto caratteristiche anfibie, adatte ad ambienti paludosi. Inoltre, la superficie ossea intorno alle narici sembra indicare la presenza, in vita, di una valvola carnosa, forse usata per chiudere le narici sott'acqua.